# Ferreira Gullar
José Ribamar Ferreira (São Luís, 10 de setembre de 1930 - Rio de Janeiro, 4 de desembre de 2016), més conegut com Ferreira Gullar, va ser un escriptor, dramaturg, traductor, cronista i crític d'art brasiler .
El 1959 va fundar el grup poètic Neo-Concretes. El 1976, mentre vivia a l'Argentina, va escriure Poema Sujo, el seu poema més popular. Ferreira Gullar, militant del Partido Comunista Brasileiro, va romandre a l'exili des del cop d'Estat de Brasil del 1964 fins al 1985.
| «                 | Quan algú es dedica a la poesia és perquè la realitat no li és suficient. | » |
| — Ferreira Gullar |                                                                           |   |

## Obra

### Poemaris
- Muitas vozes (1999)
- O formigueiro (1991)
- Barulhos (1987)
- Crime na flora ou Ordem e progresso (1986)
- Na vertigem do dia (1980)
- Poema sujo (1976)
- Dentro da noite veloz (1975)
- Por você por mim (1968)
- História de um valente (1966)
- A luta corporal e novos poemas (1966)
- Quem matou Aparecida? (1962)
- João Boa-Morte, cabra marcado para morrer (1962)
- Poemas (1958)
- A luta corporal (1954)
- Um pouco acima do chão (1949)

### Contes i cròniques
- Resmungos (2007)
- O menino e o arco-íris (2001)
- Cidades inventadas (1997)
- Gamação (1996)
- A estranha vida banal (1989)

### Teatre
- Um rubi no umbigo (1979)

### Assajos
- Relâmpagos (2003)
- Rembrandt (2002)
- Cultura posta em questão/Vanguarda e subdesenvolvimento (2002)
- O Grupo Frente e a reação neoconcreta (1998)
- Argumentação contra a morte da arte (1993)
- Indagações de hoje (1989)
- Etapas da arte contemporânea: do cubismo à arte neoconcreta (1985)
- Sobre arte (1983)
- Uma luz no chão (1978)
- Tentativa de compreensão: arte concreta, arte neoconcreta - Uma contribuição brasileira (1977)
- Augusto do Anjos ou Vida e morte nordestina (1977)
- Vanguarda e subdesenvolvimento (1969)
- Cultura posta em questão (1965)
- Teoria do não-objeto (1959)